# Saint-Martin-le-Gréard
Saint-Martin-le-Gréard is een gemeente in het Franse departement Manche in de regio Normandië. De plaats maakt deel uit van het arrondissement Cherbourg.

## Geschiedenis
De gemeente maakte deel uit van het kanton Cherbourg-Octeville-Sud-Ouest tot op 22 maart 2015 de kantons van Cherbourg-Octeville werden opgeheven en de hoofdplaats werd herverdeeld over 3 nieuwe kantons. De overige gemeenten Cherbourg-Octeville-Sud-Ouest werden opgenomen in het op die dag gevormde kanton Cherbourg-Octeville-3, dat op 5 maart 2020 werd hernoemd naar Cherbourg-en-Cotentin-3.

## Geografie
De oppervlakte van Saint-Martin-le-Gréard bedraagt 2,8 km², de bevolkingsdichtheid is 112,9 inwoners per km².
De onderstaande kaart toont de ligging van Saint-Martin-le-Gréard met de belangrijkste infrastructuur en aangrenzende gemeenten.

## Demografie
Onderstaande figuur toont het verloop van het inwonertal (bron: INSEE-tellingen).

Cherbourg-en-Cotentin (deels) · Couville · Hardinvast · Martinvast · Nouainville · Saint-Martin-le-Gréard · Sideville · Teurthéville-Hague · Tollevast · Virandeville
1. ↑  Populations de référence 2022.